# ETOM
eTOM (enhanced Telecom Operations Map), publikovaný organizací TM Forum, je široce definovaný a uznávaný referenční model reprezentující celou škálu podnikových procesů, klíčových prvků a jejich interakcí odehrávajících se většinou v prostředí poskytování služeb v telekomunikacích a příbuzných odvětvích a je určen jak pro poskytovatele služeb, tak i pro jejich partnery. Cílem modelu eTOM je vytvořit společné chápání podnikových procesů, které jsou typické pro toto odvětví, a jejich následného využití.

## Stručná historie
Předchůdcem modelu eTOM byl model TOM (Telecom Operations Map). Práce na modelu TOM začaly v 90. letech, ale jeho principy jsou starší a sahají až do poloviny minulého století. Po shromáždění dat od mnoha společností a jejich zpracování byl vytvořen referenční model. Jelikož pokrýval pouze nejdůležitější oblasti problematiky, a proto byl na začátku tisíciletí rozšířen na eTOM, který pojímá problematiku šířeji. eTOM se stále vyvíjí na základě analýzy dat předchozích let, nových požadavků a současných potřeb firem (eTOM B2B Business Operation Map, který je doplňkem k již existujícím oblastem podnikových procesů definovaných v eTOM ).
eTOM byl přijat jako doporučení ITU-T, problematika eTOM je publikována v doporučeních řady M.3050.x.

## Popis
eTOM je víceúrovňový model. Postupem do vyšších úrovní modelu se problematika rozpadá na menší, detailnější části. Strukturalizace procesů při chodu podniku pomáhá určit jejich organizační a funkční zařazení, a díky tomu mohou být vytvářeny procesní postupy, které reagují na určité scénáře při chodu společnosti. Tento model je založen na skutečnosti, že telekomunikační společnosti často potřebují přenášet různá data do procesu poskytování služeb spotřebiteli. eTOM není normou pro obchodní interakce v prostředí telekomunikačních technologií, je potřeba ho chápat spíše jako obecný model, který se zabývá obecnými principy a procesy řízení společností v této oblasti. Pomocí jeho analýzy, osvojení a upravení je možné ho použít v různých firmách podle jejich vlastních potřeb a preferencí. Adaptování eTOM je výhodné a slouží jako neutrální referenční bod pro vytváření partnerství, spojenectví a dohod mezi různými poskytovateli telekomunikačních technologií, za předpokladu že obě strany využívají tento model. Tento model ale není byznys modelem a neodpovídá na marketingové otázky, ale spíše se uplatňuje při optimalizaci podnikových procesů na základě těchto modelů. Využívání eTOM principů má za následek šetření času a prostředků na vývoj struktury podniku, lepší optimalizaci podnikových procesů, identifikaci a eliminaci duplicitních procesů, atd. při řízení společností v telekomunikační sféře.
Podnikové procesy dle eTOM se člení do tří velkých skupin (procesů 0. úrovně): „Strategie infrastruktura a produkt“, „Provoz“ a „Řízení podniku“– viz obrázek:

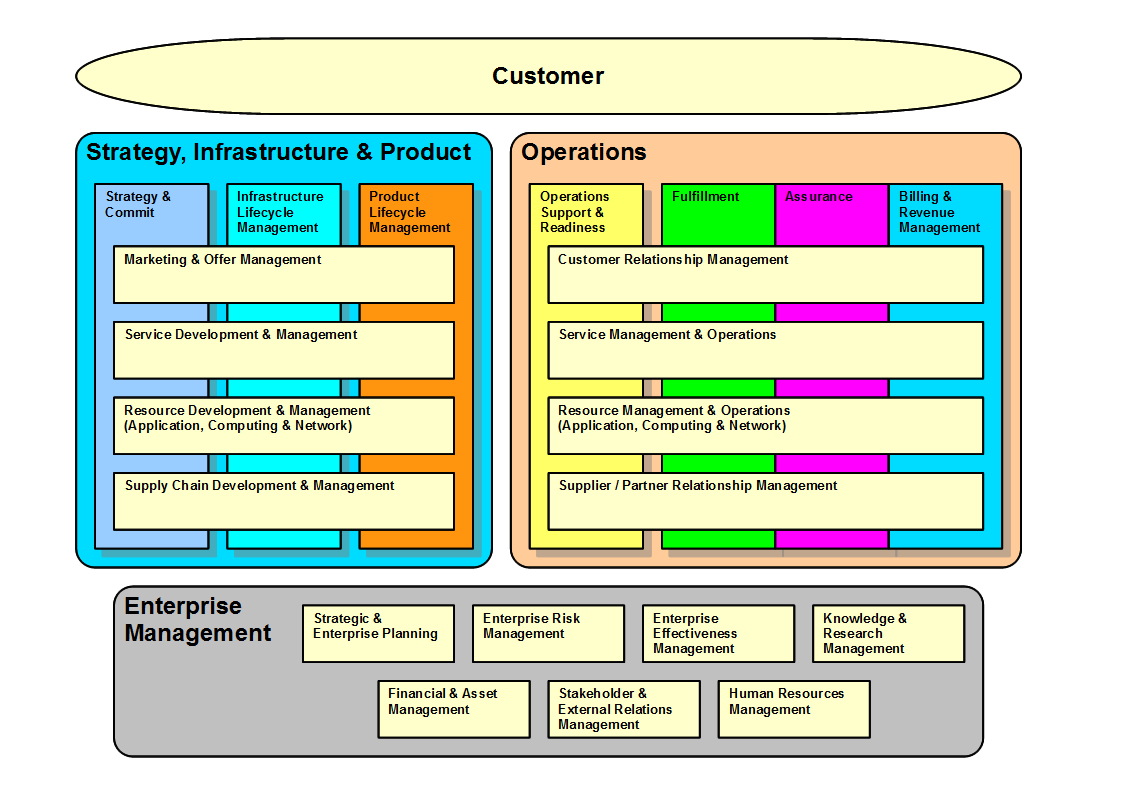

## Popis 1. úrovně mapy
Strategie, infrastruktura a produkt (Strategy, Infrastructure and Product):
Sloupce: Strategie a poskytování služeb, řízení životního cyklu infrastruktury a řízení životního cyklu produktu.
Řady: Marketing a řízení nabídky, vývoj a správa služeb, rozvoj a správa zdrojů, rozvoj a správa dodavatelských řetězců
Provoz (Operations)
Sloupce: Připravenost a podpora provozu, poskytování služeb, zajišťováni služeb, vyúčtování a správa výnosů.
Řady: Řízení vztahů se zákazníky, správa provozu a služeb, správa a provoz zdrojů, řízení vztahů s dodavateli/partnery.
Vertikální seskupení: Zaměření se na end-to-end (koncové) aktivity, pojí se s horizontálními seskupeními. Tyto vertikální skupiny tvoří ”celoživotní”pohled přecházející zleva doprava skrz mapu.
Horizontální seskupení: Zaměřují se na funkční seskupení oblastí . Tyto skupiny představují vrstvený pohled na podnikové procesy, pohybující se od shora dolů, se zákazníky, podporou produktů, zdroji a interakcí s dodavateli a partnery.
Pokud se vertikální seskupení a horizontální seskupení protínají v mapě může být k dalšímu procesu využití eTOM použit jak vertikální nebo horizontální pohled na problematiku, záleží pouze na požadavcích uživatele.